# Exocentrus nigrescens
Exocentrus nigrescens là một loài bọ cánh cứng trong họ Cerambycidae.